# بازگشت سیسکو کید
بازگشت سیسکو کید (انگلیسی: The Return of the Cisco Kid) یک فیلم است به کارگردانی هربرت آی. لیدز که در سال ۱۹۳۹ منتشر شد.

## بازیگران
- وارنر بکستر در نقش سیسکو کید
- لین باری در نقش Ann Carver
- سزار رومرو در نقش Lopez
- هنری هال در نقش Colonel Joshua Bixby
- کین ریچموند در نقش Alan Davis
- سی هاردینگ گوردون در نقش Mexican Captain
- رابرت برت در نقش Sheriff McNally
- کریسپین مارتین در نقش Gordito
- آدریان موریس در نقش Deputy Johnson
- Soledad Jiménez در نقش Mama Soledad
- Harry Strang در نقش Deputy
- Arthur Aylesworth در نقش Stagecoach Driver
- Paul E. Burns در نقش Hotel Clerk
- ویکتور کیلیان در نقش Bartender at Stage Stop
- Eddy Waller در نقش Guard on Stagecoach
- Ruth Gillette در نقش Flora
- وارد باند در نقش Accused Rustler